# 李峤 (嗣濮王)
李峤（?—?），初名李餘慶，唐朝宗室。唐太宗曾孙，魏王李泰之孙，嗣濮王李欣的儿子。
唐中宗神龙初年（705年），得嗣濮王。景云元年（710年），加银青光禄大夫。开元十年（722年），秘书监姜皎泄露禁中语，被李峤所劾，唐玄宗敕中书门下调查。李峤是王守一的妹夫，中书令张嘉贞按照王守一之意，构成其罪。唐玄宗裁决将姜皎杖流钦州，途中姜皎病死。开元十二年（724年），李峤为国子祭酒，同正员。李峤因王守一牵连，被贬为邵州别驾，改为邓州别驾，后复其爵，薨。

## 子孙
- 李誡初，襄陽郡司馬
  - 李倚，鴻臚寺丞
    - 李自勤
    - 李自建
    - 李自順
    - 李自誠
    - 李自愔
- 李誡逸
- 李誡奢
- 李誡惑
- 李誡惲
- 李誡超
- 李誡疑
- 李誡滿，永興县丞
  - 李信
  - 李何
  - 李侗